# جان روشفور
جان روشفور (بالفرنسية: Jean Rochefort)‏
‏ (29 أبريل 1930 - 9 أكتوبر 2017) هو ممثل، ومخرج سينمائي، وراوي كتب صوتية، ومستشار من فرنسا . ولد في دينان.

## التعليم
تعلم في المعهد الوطني العالي للفنون الدرامية ‏، وLycée Pierre-Corneille ‏

## جوائز وترشيحات
حصل على جوائز منها:
- نيشان الاستحقاق الزراعي [الإنجليزية]‏ (2004)
- Lumière Award for Best Actor [الإنجليزية]‏ (2002)
- سيزر التكريمية  [لغات أخرى]‏ (1999)
- جائزة سيزر لأفضل ممثل، عن عمل:Le Crabe-tambour (1978)
- جائزة سيزر لأفضل ممثل (1978)
- جائزة سيزر لأفضل ممثل مساعد، عن عمل:Let Joy Reign Supreme (1976)
- جائزة سيزر لأفضل ممثل مساعد (1976)
- جائزة أفضل ممثل لاتحاد النقاد  [لغات أخرى]‏ (1970)
- نيشان الاستحقاق الزراعي من رتبة فارس.

ترشح لـ:
- Goya Award for Best Actor، عن عمل:The Artist and the Model (2013)
- European Film Award – Jameson People's Choice Award – Best Actor، عن عمل:رجل في القطار (2003)
- European Film Award for Best Actor، عن عمل:رجل في القطار (2003)
- جائزة سيزر لأفضل ممثل مساعد، عن عمل:Ridicule (1997)
- جائزة سيزر لأفضل ممثل، عن عمل:The Hairdresser's Husband (1991)
- جائزة سيزر لأفضل ممثل، عن عمل:Tandem (1988)
- جائزة سيزر لأفضل ممثل، عن عمل:Courage - Let's Run (1980)
- جائزة سيزر لأفضل ممثل، عن عمل:Le Crabe-tambour (1978)
- جائزة سيزر لأفضل ممثل مساعد، عن عمل:Let Joy Reign Supreme (1976).

## روابط خارجية
- جان روشفور على موقع IMDb (الإنجليزية)
- جان روشفور على موقع ميتاكريتيك (الإنجليزية)
- جان روشفور على موقع روتن توميتوز (الإنجليزية)
- جان روشفور على موقع مونزينجر (الألمانية)
- جان روشفور على موقع قاعدة بيانات الأفلام العربية
- جان روشفور على موقع ألو سيني (الفرنسية)
- جان روشفور على موقع ميوزك برينز (الإنجليزية)
- جان روشفور على موقع تيرنر كلاسيك موفيز (الإنجليزية)
- جان روشفور على موقع أول موفي (الإنجليزية)
- جان روشفور على موقع قاعدة بيانات الأفلام السويدية (السويدية)